# Gracy Singh

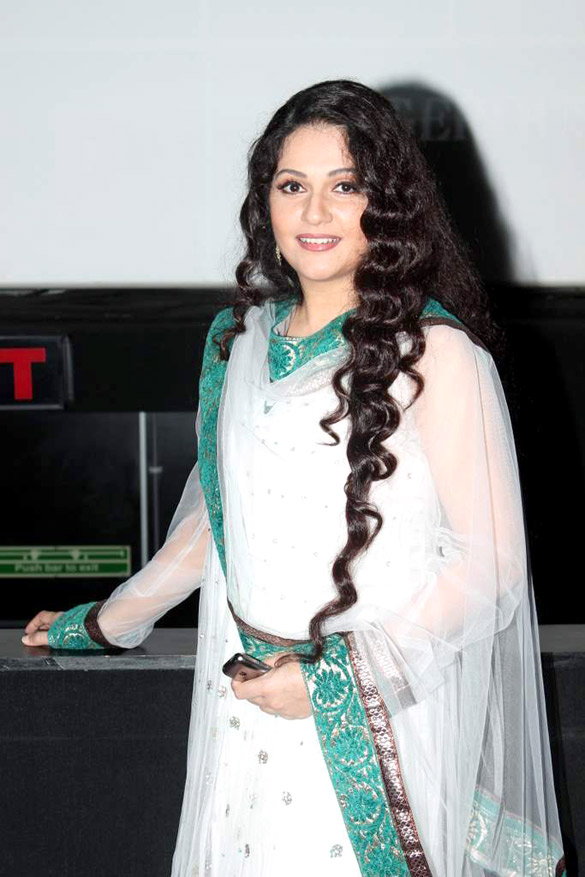
Gracy Singh (2012)

Gracy Singh, född 20 juli 1980 i Delhi, Indien. Skådespelerska.

## Filmografi (filmer som haft svensk premiär)[1]
- 2001 - Lagaan - Gauri